# Crouttes-sur-Marne
Crouttes-sur-Marne település Franciaországban, Aisne megyében. Lakosainak száma 607 fő (2022. január 1.). Crouttes-sur-Marne Bézu-le-Guéry, Charly-sur-Marne, Villiers-Saint-Denis, Citry és Nanteuil-sur-Marne községekkel határos.

## Népesség
A település népességének változása:
| Lakosok száma | 559  | 565  | 594  | 644  | 636  | 641  | 647  | 641  | 640  | 607  |
|               | 1968 | 1982 | 1990 | 2006 | 2013 | 2015 | 2017 | 2019 | 2020 | 2022 |